# Liste der Monuments historiques in Plouay
Die Liste der Monuments historiques in Plouay führt die Monuments historiques in der französischen Gemeinde Plouay auf.

## Liste der Bauwerke
| Bezeichnung                   | Beschreibung | Standort          | Kennzeichnung | Schutzstatus | Datum | Bild |
| ----------------------------- | ------------ | ----------------- | ------------- | ------------ | ----- | ---- |
| Kapelle                       |              | Locmaria (Lage)   | PA00091512    | Inscrit      | 1975  |      |
| Kapelle Notre-Dame-des-Fleurs |              | Les Fleurs (Lage) | PA00091513    | Inscrit      | 1925  |      |

## Liste der Objekte
- Monuments historiques (Objekte) in Plouay in der Base Palissy des französischen Kultusministeriums